# 補陀洛寺 (京都市)
補陀洛寺（ふだらくじ）は、京都市左京区にある天台宗の寺院。山号は如意山。本尊は阿弥陀三尊。小野小町終焉の地と伝わり、「小町寺」の通称で知られる。

## 歴史
当寺は、天徳3年（959年）の創建とされ清原深養父が建立した補陀洛寺の名を継いだものと伝える。
小野小町が晩年をこの地で過ごしたという伝説があり、小野小町終焉の地と伝える。
当寺には、小野小町90歳の頃の姿という小町老衰像の他、小町が亡くなってから風化するまでの様子を描いた「小野三相図」や小町18歳絵像、深草少将絵像等が安置されている。
小町を葬ったとされる場所には、亡骸から生えてきたというススキ、小町穴芽（あなめ）の薄がある。小町の髑髏が置かれており、目の部分の穴からススキが生えていたのだという。

## 境内
- 本堂 - 1999年（平成11年）再建。
- 楊柳観音堂 - 1984年（昭和59年）建立。
- 庫裏
- 三重石塔
- 姿見の井戸 - 小野小町が年老いた自らの姿を見ていたという。現在は渇れている。
- 小野小町供養塔 - 五重石塔。
- 深草少将供養塔
- 小野皇太后供養塔 - 後冷泉天皇の皇太后であるという。

## 前後の札所
通称寺の会（小町寺）

## 所在地
- 京都府京都市左京区静市市原町1140

## アクセス
- 叡山電鉄鞍馬線市原駅から徒歩約10分